# Vəzir Orucov
Vəzir Orucov (* 26. Dezember 1956 in Tərtər, Aserbaidschanische SSR; † 22. März 1993 in Ağdərə, Aserbaidschan) war ein Teilnehmer am Bergkarabachkonflikt, der posthum als „Nationalheld“ ausgezeichnet wurde.

## Leben
Vəzir Orucov wurde am 26. Dezember 1956 im Dorf Khoruzlu im Bezirk Tərtər geboren. Er absolvierte die Mittelschule im Dorf Khoruzlu und wurde 1974 an der Fachschule für Leichtindustrie Baku aufgenommen. Er wurde in 1975 zum Wehrdienst einberufen und 1977 demobilisiert. Danach setzte seine Ausbildung fort. Im Jahre 1984 zog er in die Stadt Belkowo der russischen Oblast Archangelsk.

## Karabachkrieg und Teilnahme an den Kämpfen
Als Orucov im Jahre 1992 vom Massaker von Chodschali hörte, kehrte er nach Aserbaidschan zurück und schloss sich dem Bataillon Tərtər an. Zuerst war er Soldat, nach kurzer Zeit wurde er zum stellvertretenden Kommandeur ernannt und war an den Kämpfen um die Städte Tərtər und Ağdərə beteiligt. Hierbei zeichnete er sich laut Alexander Nevzorov durch Tapferkeit aus.
Orucov wurde am 1. September 1992 in der Schlacht um das Dorf Childiran bei dem Versuch, armenische Panzer zu bekämpfen, schwer verletzt. Er starb am 22. März 1993 während der Kämpfe um die Höhe Globus im Bezirks Ağdərə. Er wurde in der Gasse der Märtyrer in Baku begraben.

## Auszeichnungen
Orucov Vəzir Surkhay wurde nach der Verordnung Nr. 495 am 27. März 1993 von Əbülfəz Elçibəy, dem Präsidenten der Republik Aserbaidschan mit dem Titel Nationalheld von Aserbaidschan ausgezeichnet.